# Comité de secours de l'imam Khomeini
 (juillet 2025).
Le contenu est difficilement compréhensible vu les erreurs de traduction, qui sont peut-être dues à l'utilisation d'un logiciel de traduction automatique.
Le Comité de secours de l'imam Khomeini, (en anglais : the Imam Khomeini Relief Foundation (IKRF)), (en persan : کمیته‌ی امداد امام خمینی) est une organisation caritative iranienne, fondée en mars 1979 pour apporter un soutien aux familles pauvres.  

## Histoire
Les activités et les services de l'IKRF remontent à l'année 1963. Quelques années plus tard et après la victoire de la révolution islamique, le soutien aux personnes dans le besoin est devenu la première priorité des programmes de l'IKRF. IKRF a été officiellement créé le 5 mars 1979 (22 jours après la victoire de la Révolution islamique), à la suite de la publication d'un décret par l'imam Khomeini, pour aider les défavorisés, réduire la pauvreté et améliorer l'autosuffisance des personnes dans le besoin. La Fondation, financée principalement par les contributions des personnes, a mis en œuvre plusieurs plans pour préserver la bienveillance humaine, aider les personnes dans le besoin, répondre à leurs besoins essentiels et résoudre leurs problèmes culturels et économiques. Ses services pour l'amélioration de la vie des personnes dans le besoin, notamment la nourriture, les vêtements, le logement, les soins de santé, l'assurance, l'éducation et l'emploi, ne se limitent pas aux frontières et ont été étendus à d'autres pays.

## Soutiens divers
IKRF fournit de multiples formes de soutien aux individus et aux familles. As of December, un total de 8,6 millions de personnes dans le besoin ont reçu une aide de l'IKRF. 698 000 familles étaient couvertes par le plan Rajaei, qui prévoit une couverture de sécurité sociale pour les villageois âgés et les nomades sans assurance. 1,5 million de personnes vivant sous le seuil de pauvreté ont reçu une assurance gratuite de l'IKRF et 843 mille étudiants ont reçu une aide à l'éducation.
L'objectif est d'aider ces familles à retrouver une stabilité financière. IKRF a également fourni un soutien en dehors de l'Iran, notamment au Pakistan, Somalie, Afghanistan, Palestine, en Bosnie-Herzégovine, au Kosovo, en Tchétchénie, aux Comores, en Irak, au Tadjikistan, en Azerbaïdjan, en Syrie et au Liban.

## Sources de financement

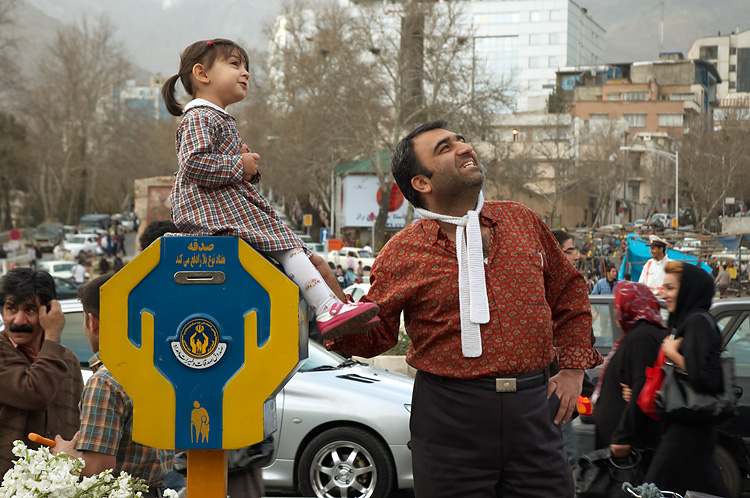
Un père et sa fille à côté d'un boite au lettre de charité.

La fondation est soutenue par le gouvernement iranien et reçoit également les impôts islamiques de Khums et de Zakat, ainsi que de Zakat al-fitr . De plus, la fondation a installé des boîtes de charité dans tout le pays pour recueillir des dons. 

## Voir également
- Rouhollah Khomeini
- Habibollah Asgaroladi